# Rick Hilgers
Rick Hilgers (Wijchen, 31 augustus 1962) is een Nederlands profvoetballer die als aanvaller speelde.
Hilgers was een laatbloeier die goed speelde bij amateurclub SV Hatert. Hij kwam bij N.E.C. maar wist niet door te breken en moest al snel vertrekken naar de amateurs. In het amateurvoetbal bij wederom Hatert en SV Leones maakte Hilgers echter dermate furore dat toentertijd Eerste Divisionist SBV Vitesse hem in 1988 een contract aanbood. De toen 26-jarige Hilgers speelde een prima eerste seizoen in het profvoetbal en promoveerde direct met Vitesse naar de Eredivisie. In de Eredivisie blonk Hilgers vervolgens onder trainer Bert Jacobs wekelijks uit. De aanvaller speelde afwisselend met Bart Latuheru rechts- of linksbuiten en was voornamelijk gevreesd door zijn snelheid. Met 13 doelpunten in 30 wedstrijden had Hilgers een belangrijk aandeel in de vierde eindranking die Vitesse dat seizoen 1989/90 wist te behalen. Het seizoen erna haalde Hilgers niet meer hetzelfde niveau. Mede door de groeiende concurrentiestrijd stond de Wijchenaar steeds minder vaak aan de aftrap. Hij zou nog wel 4 Europese wedstrijden spelen. In 1992 maakte hij de overstap naar het Belgische KV Kortrijk dat na een degradatie in september 1993 zijn contract ontbond. Deze overstap, die op aanraden van de VVCS lucratief zou zijn, bleek echter voor Hilgers flinke financiële problemen op te leveren. Hij keerde terug bij Hatert en bouwde af bij SV AWC.
Momenteel is Hilgers eigenaar van een dakdekkersbedrijf in Wijchen.

## Clubstatistieken
| seizoen   | club    | competitie     | duels | goals |
| --------- | ------- | -------------- | ----- | ----- |
| 1988/1989 | Vitesse | Eerste divisie | 24    | 3     |
| 1989/1990 | Vitesse | Eredivisie     | 30    | 13    |
| 1990/1991 | Vitesse | Eredivisie     | 21    | 1     |
| 1991/1992 | Vitesse | Eredivisie     | 12    | 5     |